# Estola ruficeps
Estola ruficeps là một loài bọ cánh cứng trong họ Cerambycidae.